# Fushi (köping)
Fushi (kinesiska: 浮石镇, 浮石) är en köping i Kina. Den ligger i den autonoma regionen Guangxi, i den södra delen av landet, omkring 280 kilometer norr om regionhuvudstaden Nanning. Antalet invånare är 26207. Befolkningen består av 12 247 kvinnor och 13 960 män. Barn under 15 år utgör 17,0 %, vuxna 15-64 år 71 %, och äldre över 65 år 11,0 %.
Genomsnittlig årsnederbörd är 2 212 millimeter. Den regnigaste månaden är juni, med i genomsnitt 476 mm nederbörd, och den torraste är januari, med 67 mm nederbörd.